# Maciço dos Três Bispados
O Maciço dos Três Bispados (em francês Massif des Trois-Évêchés; em occitano Massís dei Tres Eveschats) é um maciço que faz parte dos Alpes Ocidentais na sua secção dos Alpes da Provença e se encontra no departamento francês dos Alpes da Alta Provença, na região de Provença-Alpes-Costa Azul. Nesse local que houve a colisão do voo Germanwings 9525, em 24 de março de 2015, onde houve 150 mortos e nenhum sobrevivente.

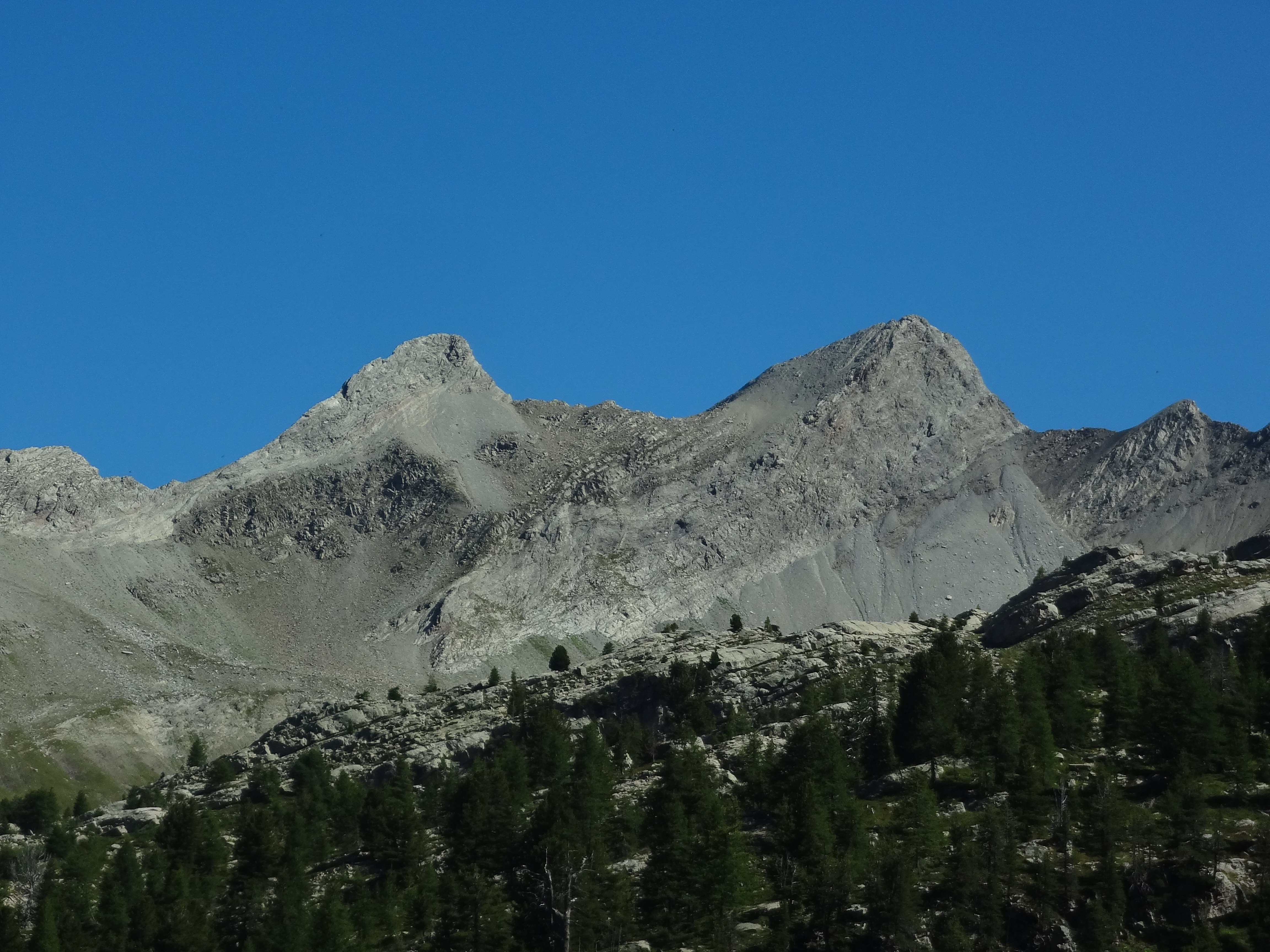
Maciço dos Três Bispados

## Toponimia
O nome do maçico advem da sua localização numa zona de fronteira entre três bispados (as dioceses de Digne, Embrun e Senez), e onde existem três cumes  -norte, oeste e sul- parecidos com a mitra de um bispo.
O ponto mais elevado é o Tête de l'Estrop, que atinge 2.961 metros.

## Geografia
Composta por rocha sedimentar, o maciço está rodeado pelo Maciço de Ubaye a Norte, pelo Maciço do Pelat a Este, e os Pré-Alpes de Digne a Sul e a Oeste. 

## Imagem

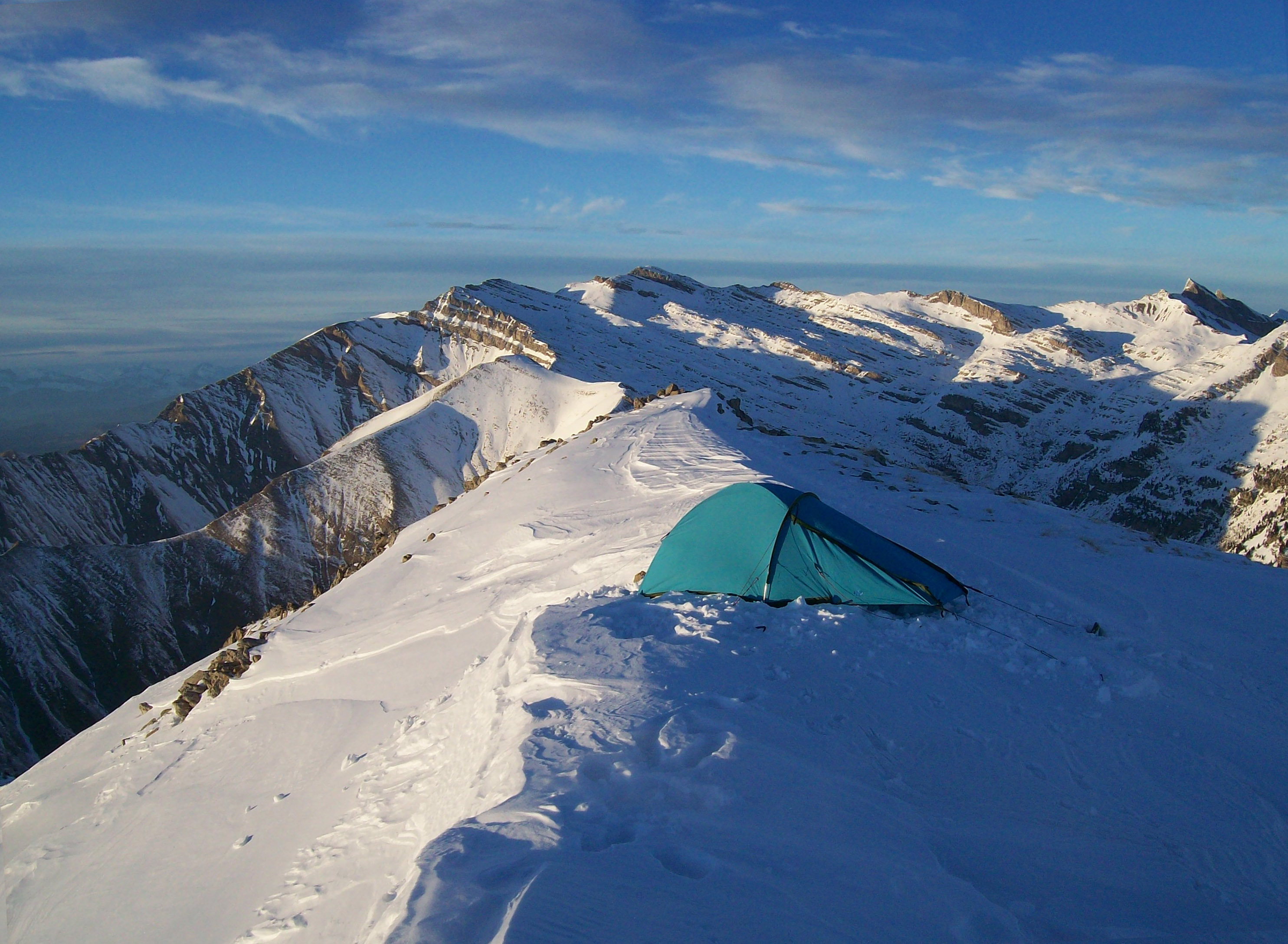
Os Três bispos